# (411) Xanthe
Pour les articles homonymes, voir Xanthe.
(411) Xanthe est un astéroïde de la ceinture principale découvert par Auguste Charlois le 7 janvier 1896.